# Ель-Місті
Ель-Місті (ісп. El Misti або Guagua-Putina) — стратовулкан на півдні Перу, біля міста Арекіпа. Це місто, друге за розміром в країні, знаходиться у підніжжя гори, у родючій долині на висоті 2 400 м над рівнем моря. Гора Ель-Місті є символом міста. Більшість будівель міста споруджені з білого каменя, що здобувається на цій горі. Останнє виверження вулкана відбулося в 1784 році.

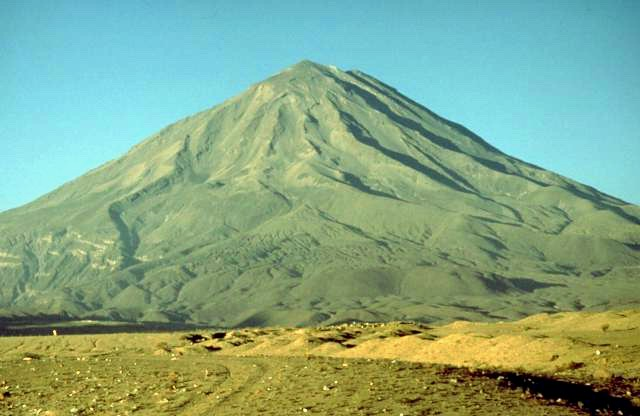
Гора Ель-Місті

Висота майже ідеального конуса гори — 5 822 м, гора знаходиться між горами Чачані (6 075 м) і Пічу-Пічу (5 669 м). Ці вражіючі гори видимі з міста протягом всього року, особливо в період сухої погоди з травня до вересня.